# 2019年度香港行政長官施政報告
《2019年度香港行政長官施政報告》是第五屆香港行政長官林鄭月娥所發表的第三份施政報告，於2019年10月16日發表，主题为“珍惜香港 共建家園”。報告封面以天藍色為主色，象徵寄望香港能雨過天青、重新出發。施政報告於宣讀當日因議會泛民主派議員不合作運動下，立法會主席梁君彥於兩度暫停會議後，正式宣佈休會，為歷來首次於發表施政報告期間「腰斬」會議。其後行政長官辦公室宣佈在中午12時15分會以播放電視直播宣讀。根据香港民意研究计划的调查显示，有65%受访市民表示“不满意”《施政报告》，较2018年高31个百分点；仅17%市民认为“满意”，另有8%人回答一半一半，9%则说不知道或很难说。《施政报告》评分平均为29.7，是1997年有記錄以來最差。

## 背景
反對逃犯條例修訂草案運動持續多月。根據香港研究協會的調查，近一半受訪市民認為《施政報告》需要優先處理社會撕裂的問題，亦有近2成市民認為政府應優先處理土地房屋問題。調查亦顯示約46%受訪者對報告的期望偏低。政務司司長張建宗表示報告將致力解決香港深層次的社會問題，改善民生。

## 宣讀

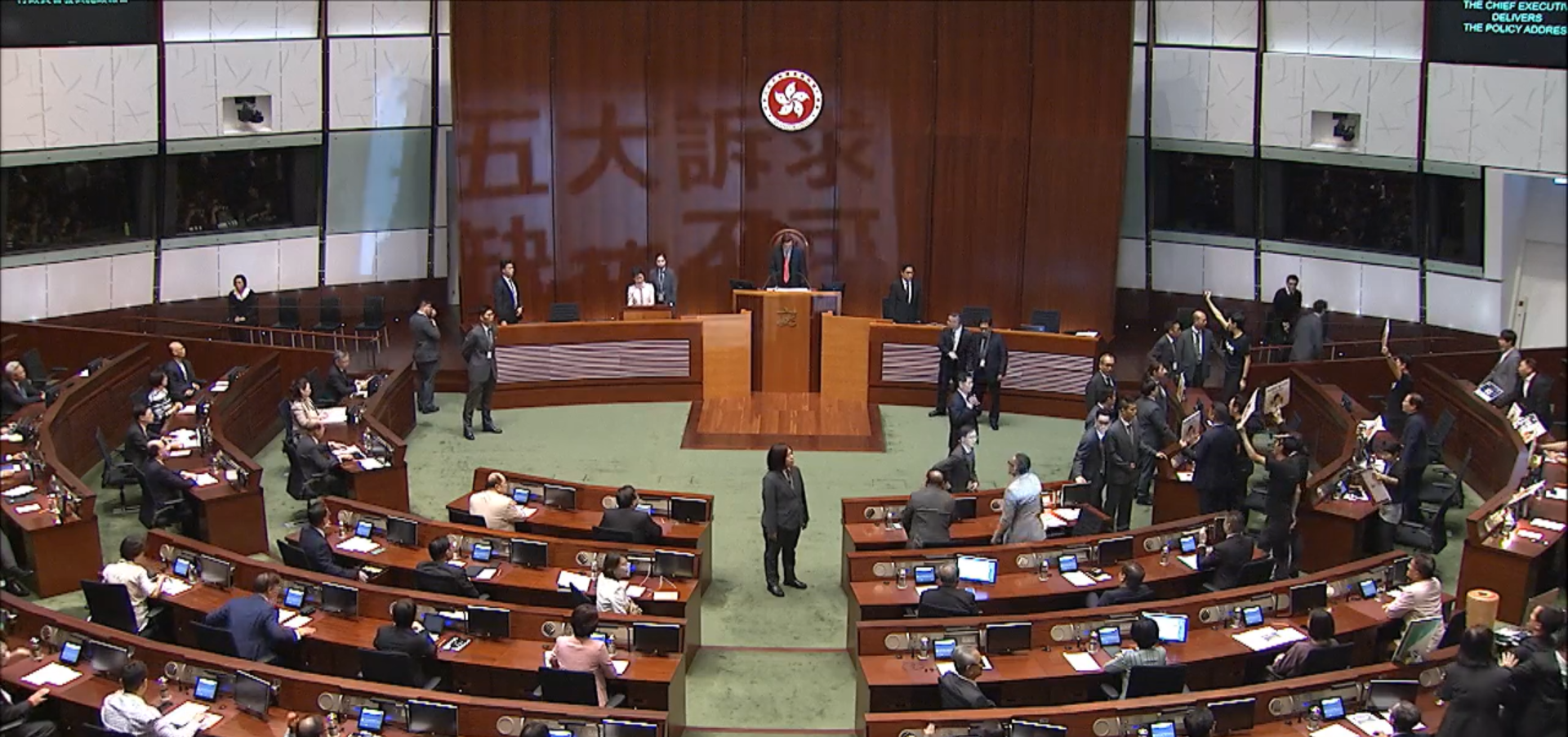
特首宣讀施政報告期間，民主派議員向林鄭月娥投射「五大訴求，缺一不可」的標語

2019-2020年度施政報告原訂於2019年10月16日於立法會大樓內宣讀，林鄭月娥遇到多名泛民主派抗議，許智峯、林卓廷等人高舉標語並高叫「五大訴求，缺一不可，保皇黨（建制派）乃暴政幫兇」等口號。林鄭月娥兩度於宣讀施政報告未滿一分鐘即暫停會議，立法會主席梁君彥於第二次暫停後正式宣佈休會，為歷來首次。特首辦宣佈在中午12時15分以電視直播形式發表施政報告。

## 內容摘要

### 房屋
- 放寬首次置業人士向香港按揭證券有限公司申請按揭保險計劃的樓價上限。[9]

1. 最高9成按揭貸款的樓價上限由400萬港元提高至800萬港元
2. 最高8成按揭貸款的樓價上限由600萬港元提高至1,000萬港元

- 未來3年共提供1萬個過渡房屋單位，將由非牟利團體管理及經營，主要位於元朗、屯門、大埔等地區。
- 預售更多興建中的居屋和綠置居，預計達1.2萬伙。同時建議房委會再增加白居二名額。
- 要求房委會研究重建旗下工廠大廈為公營房屋和加快出售租置計劃下約4.2萬個未售出單位。
- 要求市建局在未來重建項目上積極提供更多「首置盤」或其他資助出售房屋，包括居屋及綠置居
- 2020年第一季出售的安達臣道私人住宅用地落實第二個「首置」先導項目，賣地條款規定發展商要興建約1,000個「首置」單位，並以低於市價售予合資格人士。

### 土地供應
- 以《收回土地條例》（《條例》）收回3個位於九龍市區共7公頃的寮屋地，包括茶果嶺村、牛池灣村和竹園聯合村，用作興建公營房屋及「首置」和相關設施之用。
- 優先檢視位於屏山和藍地一帶的棕地，佔地160公頃。
- 將佔地300多公頃、預留作單一公共設施的政府用地，以「一地多用」模式或混合模式發展住宅和公共設施。
- 合併研究屯門西和龍鼓灘沿海約220公頃的地區近岸填海，考慮將內河碼頭的工業設施遷移到填海區，原址改作住宅發展。
- 落實《鐵路發展策略2014》的項目，規劃東涌綫延綫、屯門南延綫及北環綫，並研究成立新部門，負責處理和監督鐵路規劃和建造。[10]
- 2020年初啟動重建土瓜灣美善同道及靠背壟道公務員建屋合作社樓宇。
- 「明日大嶼願景」提出會搭建平台對話，讓專業人士及青年共同構建。

### 改善民生
- 於未來三個學年每年增加1,000個到校學前康復服務名額。[11]
- 向中學日校、小學和幼稚園學生提供一次性2,500元的學生學習津貼。[11]
- 調高在職家庭津貼金額，增加計劃下與工時掛鈎的住戶津貼16.7%至25%，並將兒童津貼大幅提高40%。[11]
- 未來5年撥7億元改造康樂及文化事務署轄下的170個公共遊樂空間。[11]
- 斥6億元建立過渡性質的「地區康健站」，料最快2021年啟用
- 公共交通費用補貼計劃的補貼比率由四分之一提升至三分之一，每月補貼金額上限亦由300元提高至400元。（已於2020年1月1日推行）[12]
- 在將軍澳－藍田隧道通車後豁免新隧道及將軍澳隧道的收費，以及在屯赤隧道通車後豁免新隧道和青嶼幹線的收費。（前者於2022年12月11日、後者於2020年12月27日推行）[12]
- 向額外8條離島渡輪航線提供補貼，以及為11條航線的營辦商購買47艘新船隻。[12]

### 經濟發展
- 深圳灣口岸將落實24小時通關。（該口岸貨檢通道24小時通關已於2020年12月11日推行，旅檢通道仍非全日開放）

## 影響
- 施政報告放寬首次置業人士按揭成數，800萬以下樓宇可借9成後，多個業主隨即封盤加價，其中新界西業主加價幅度平均5%。[13][14]而多個地產股在施政報告公佈後急升。[15]

## 答問大會

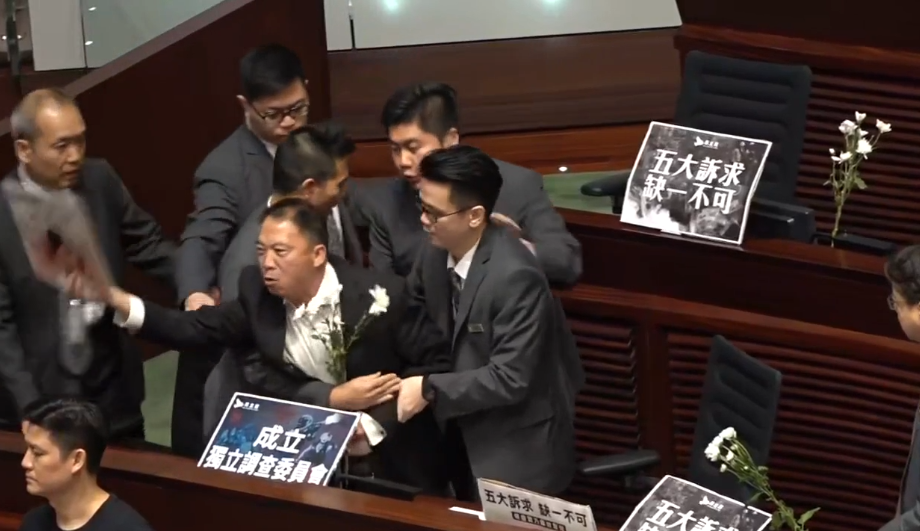
立法會主席梁君彥因叫號等原因，先後將13名民主派議員趕離會議廳。圖為胡志偉議員

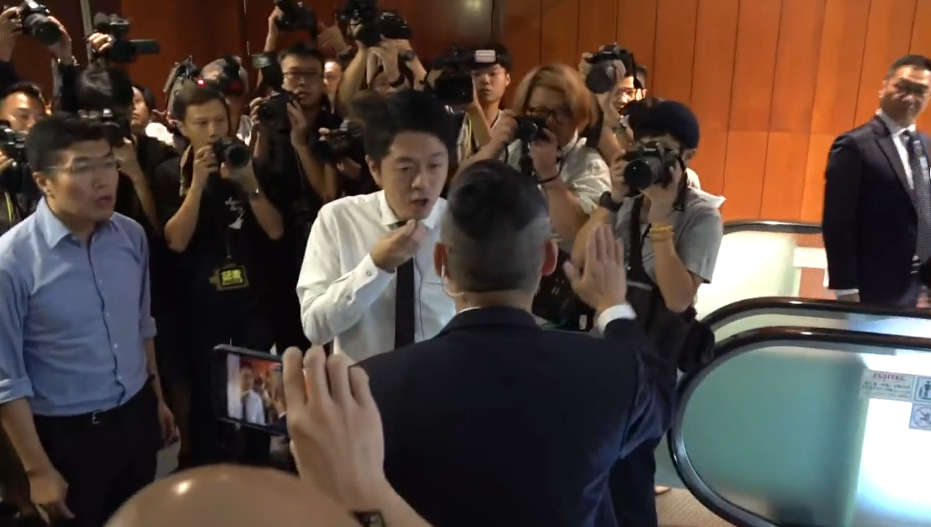
區諾軒和許智峯議員與立法會保安爭論

特首答問大會在10月17日上午10時半舉行，多名民主派議員在會議廳外手持白花，悼念15歲女生陳彥霖。當林鄭月娥進入會議廳後，多次高呼「五大訴求 缺一不可 追究警暴 尋找真相」。一個半小時的答問大會中，已有13名民主派議員因在會內叫囂或行為不檢，先後被立法會主席梁君彥逐出會議廳。最後只有3名民建聯議員（陳克勤、劉國勳及梁志祥）獲得提問。林鄭月娥離開會議廳後，多名議員原想跟隨她，但被保安阻止。其中區諾軒與立法會保安發生肢體碰撞，區諾軒稱有保安抓緊他的手，引致流血。毛孟靜也表示被女保安推。民主派會議召集人陳淑莊批評立法會保安有意圖傷害議員。

## 評價
根據中大亞太研究所的電話訪問調查，有57.8%的受訪者不滿意報告，較比去年增加了約29%。受訪者對報告的平均評分為30.8分，比去年下跌約22分。
民主派議員批評報告未能回應市民的五大訴求。
民建聯認為報告因循守舊，批評報告內縮窄貧富差距的措施不足，報告亦未能夠解決香港當前的困境。民建聯同時認為報告內處理土地房屋問題的措施有所突破，但關注有關措施能否落實。
有財經界人士認為按揭證券公司八成按揭樓價上限由600萬增至1000萬元，而首次置業客申請九成按揭樓價的上限增至800萬元後，會增加銀行體系風險。
會計界立法會議員梁繼昌按照現時政治、經濟局勢，推斷施政報告會增加明年財政出現赤字的可能性。
環境保護組織質疑明日大嶼計劃討論平台的作用。長春社認為討論平台只是政府公關宣傳的手段，促請政府撤回明日大嶼計劃和填海計劃，以免對海洋和陸地生態帶來嚴重的影響。綠色和平亦批評政府漠視市民反對明日大嶼的訴求，綠色和平認為政府應撤回填海計劃和考慮發展棕地去增加土地供應。

## 外部連結
- 行政長官2019年施政報告（页面存档备份，存于）
- 行政長官2019年演辭全文（页面存档备份，存于）
- 行政長官2019年施政報告 附篇（页面存档备份，存于）